# Cosme Damião
Cosme Damião (* 2. November 1885 in Lissabon; † 11. Juni 1947 in Sintra) war ein portugiesischer Fußballspieler, -trainer, -manager, -kapitän, Journalist, Vizepräsident, Vorsitzender der Generalversammlung und Hauptgründer von Benfica Lissabon. Zwischen der Gründung und 1926, war er Hauptbetreiber von Benfica Lissabon und machte mit seiner Initiative, Ausdauer, Begeisterung und Führung SL Benfica zum größten und beliebtesten Verein in Portugal.
Bis heute gilt er als Hauptfigur in der Geschichte von Benfica Lissabon.

## Laufbahn
Cosme Damião wurde in Lissabon geboren, verlor im Alter von neun Jahren seinen Vater und kam auf Wunsch seiner Mutter am 30. April 1896 in das Lissaboner Kinderheim Casa Pia de Lisboa.
Im Alter von 18 Jahren war Cosme Damião einer der 24 Gründer von Sport Lisboa (später Sport Lisboa e Benfica), dass am 28. Februar 1904 gegründet wurde. Zu Beginn gehörte er weder zu den Spielern noch zu den Managern des Vereins. In der Saison 1904/05, am 19. Februar 1905 spielte er als zentraler Mittelfeldspieler im Debüt der Reservemannschaft beim 1:0-Sieg gegen die Reservemannschaft von Grupo de Campo de Ourique die damals zu eines der besten Teams in dieser Zeit galten. In der Saison 1905/06 spielte er weiterhin in der zweiten Mannschaft.
Sein offizielles Debüt mit dem Haupt-Kader gab er am 17. Januar 1907 beim 4:1-Sieg gegen Carcavelos. Er setzte sich mit derselben Leidenschaft wie auf dem Spielfeld auch außerhalb ein, in einem der kritischsten Momente, beim Wechsel von acht Spielern im Jahr 1907 zu Sporting Lissabon, baute er ein neues Team auf, die drei Jahre später die erste Meisterschaft von Lissabon gewannen. Ab 1908 unterstützte er die Mannschaft, indem er sowohl als Spieler als auch als Trainer der Mannschaft tätig war.
Am 26. Februar 1916, nach dem Heimspiel gegen den spanischen Klub RC Fortuna de Vigo beendete er seine aktive Karriere als Spieler im Alter von 30 Jahren, nach dem er einen würdigen Ersatz für sich gefunden hatte.
In seiner maßlosen Leidenschaft fuhr er fort und organisierte, leitete, trainierte Spieler und managte den SL Benfica, sowohl im Fußball als auch in anderen Ausführungsformen für mehr als ein Jahrzehnt.

## Sonstiges
- Damião beendete seine Karriere noch vor dem ersten Spiel der portugiesischen Fußballnationalmannschaft, dennoch spielte er für die inoffizielle Lissaboner Nationalmannschaft, die 1913 in Brasilien spielte.
- Damião verzichtete auf die Position als Präsident des Vereins bis zu seinem Tod.
- Am 6. September 1931 bis 1934 wurde er zum Vorsitzenden der Generalversammlung gewählt.
- Er war Torhüter der Hockeymannschaft von Benfica Lissabon.
- Damião hatte die längste Amtszeiten als Trainer in der Vereinsgeschichte.